# Страйпър
Страйпър (английски Stryper) е християнска глем метъл група от Ориндж Каунти, Калифорния, САЩ. Групата се състои от Майкъл Суит (вокал, китара), Оз Фокс (китара), Тим Гейнс (бас китара) и Робърт Суит (барабани). През 2004 година, Гейнс напуска групата и е заменен от Трейси Феъри (бас китара), но отново се връща през 2009 година.
Основана през 1983 като „Roxx Regitme“, групата скоро променя своето музикално послание в съответствие на своята християнска вяра. Също променя името си на „Stryper“. През 1983 Stryper подписва договор с Enigma Records и издават първия си дебютен албум „The Yellow and Black Attack“.
Името „Stryper“ произхожда от Кинг Джеймс версията на Библията – Исая 53:5:
| „ | Но Той беше наранен поради нашите престъпления, Бит беше поради нашите беззакония; На Него дойде наказанието докарващо нашия мир, И с Неговите рани ние се изцелихме. | “ |

Стихът от Исая 53:5, често е включен като част от тяхното лого.
Барабанистът на „Stryper“ също създава бекроним за името на групата:
| „ | Salvation Through Redemption, Yielding Peace, Encouragement and Righteousness. | “ |

## Дискография
- The Yellow and Black Attack (1984)
- Soldiers Under Command (1985)
- To Hell with the Devil (1986)
- In God We Trust (1988)
- Against the Law (1990)
- Reborn (2005)
- Murder by Pride (2009)
- The Covering (2011)
- Second Coming (2013)
- No More Hell to Pay (2013)